# Lisa Gelius
Lisa Gelius   (Múnic, 23 de juliol de 1909 - Kreuth, 14 de gener de 2006) va ser una atleta alemanya, especialista en el llançament de javelina i curses de velocitat, que va competir durant les dècades de 1920 i 1930.
En el seu palmarès destaquen dues medalles al Campionat d'Europa d'atletisme de 1938, una d'or en el llançament de javelina i una de plata en els 80 metres tanques. Anteriorment, el 1930 i 1934 havia pres part als Campionats mundials femenins, amb un balanç de dues medalles d'or, una de plata i una de bronze.

## Millors marques
- Llançament de javelina. 45.74 metres (1938)
- 100 metres. 12.1" (1929)
- 200 metres. 25.9" (1930)
- 80 metres tanques. 11.7" (1938)[1]